# La Piste des éclairs
La Piste des éclairs (titre original : Trail of Lightning) est un roman de fantasy de l'écrivaine américaine Rebecca Roanhorse, publié en 2018 puis traduit en français et publié en 2020. Il s'agit du premier roman de l'autrice et le premier de la trilogie Le Sixième Monde.
La Piste des éclairs a remporté le prix Locus du meilleur premier roman 2019.

## Éditions
- Trail of Lightning, Saga Press, 26 juin 2018, 304 p.  (ISBN 978-1-5344-1349-8)
- La Piste des éclairs, Milady, 22 janvier 2020, trad. Isabelle Pernot, 320 p.  (ISBN 978-2-8112-2966-5)